# علی رحیمیان اصفهانی
علی رحیمیان اصفهانی مشهور به دکتر رحیمیان،(متولد۱۳۰۰– ۶ خرداد ۱۳۹۶) دامپزشک، صنعتگر و خیر ایرانی بود . او بنیان‌گذار و ملقب به «پدر صنعت خوراک دام و طیور ایران» است. بیمارستان رحیمیان در استان قزوین (شهرستان البرز / شهر الوند) توسط او تأسیس شده‌ است .